# Fraugde
Fraugde – miasto w Danii, w regionie Dania Południowa, w gminie Odense, na wyspie Fionia.